# 関東自動車粟野営業所
関東自動車粟野営業所（かんとうじどうしゃあわのえいぎょうしょ）は、栃木県鹿沼市口粟野にある関東自動車のバス営業所。
同社の契約輸送部（旧総合サービス事業部）に属し、鹿沼市コミュニティバス「リーバス」のうち、主に旧粟野町内を運行する路線と、粟野中学校のスクールバス運行を担当している。営業所の施設は、前身の旧粟野町営バス車庫をそのまま活用している（スクールバス用は粟野中学校近くの口粟野車庫に配置している）。所属車輌のナンバープレートは「宇都宮」。
2024年7月時点で粟野営業所は関東自動車の営業所一覧から削除されている。

## 沿革
- 1923年 (大正12年)  - 関東自動車の前身、合資会社関東自動車商会が栃木-粟野線、鹿沼-粟野線を開設
- 1984年（昭和59年）10月 - 粟野町営バス運行開始（関東自動車の貸切部門に運行受託）[1]。
- 1990年（平成2年） - 受託運行事業者を関東バス総合サービスに変更[1]。
- 2005年（平成17年）4月1日 - 関東バス総合サービスが関東自動車に吸収合併され、関東自動車総合サービス事業部となる[1]。
- 2006年（平成18年）1月1日 - 粟野町が鹿沼市に編入合併、町営バスは鹿沼市リーバスとして再編継承[3]。

## 運行路線
※主な停留所を掲載。上粕尾山の神線と入粟野上五月線は、朝の鹿沼駅行と夕方のみの運行で、日曜日と祝日を除く日中の時間帯は粟野全地域を対象とした予約バスが運行されている。

### 上粕尾山の神線
- 粟野町営バスをリーバス化
- 山の神 - 上粕尾発光路 - 半縄 - 上粕尾郵便局 - 馬置 - 中粕尾車庫 - 釜丁ー - 粕尾局 - 大越路 - 岩鼻 - 口粟野車庫 - 久野丁字路 - 南摩十文字 - 東武樅山駅 - 大門宿 - 鹿沼営業所 - 東武新鹿沼駅 - 上都賀病院前 - 天神町 - 朝日町 - JR鹿沼駅[注 1]

### 入粟野上五月線
- 粟野町営バスをリーバス化
- 上五月 - つつじの湯温泉 - 尾ざく神社 - 滝沢 - 小金沢 - 河原橋 - 粟野小学校 - 久野丁字路 - 南摩十文字 - 東武樅山駅 - 大門宿 - 鹿沼営業所 - 東武新鹿沼駅 - 上都賀病院前 - 天神町 - 朝日町 - JR鹿沼駅[注 2]

### 口粟野線
- 2006年4月に関東自動車の路線をリーバス化
- 口粟野車庫 - 旧粟野町役場 - 久野丁字路 - 南摩十文字 - 東武樅山駅 - 大門宿 - 鹿沼営業所 - 東武新鹿沼駅 - 上都賀病院前 - 新・鹿沼宿（まちの駅） - 天神町 - 朝日町 - JR鹿沼駅[注 3]

### 南摩線
- 2000年に廃止代替バスをリーバス化[注 4]
- なんま保育園入口 - 室瀬転回場 - 運動公園 - 酒野谷公民館 - 大倉ホンダ前 - 東武新鹿沼駅 - 鳥居跡町 - 上都賀病院前 - 新・鹿沼宿 - 天神町 - 朝日町 - JR鹿沼駅[注 3][注 5][注 6]